# Арборелиус, Андерс
Ларс Андерс Арборелиус (швед. Lars Anders Arborelius, 24 сентября 1949, Соренго, Швейцария) — первый шведский кардинал, кармелит и член Ордена Гроба Господнего Иерусалимского. Епископ Стокгольма с 17 ноября 1998. Кардинал-священник с титулярной церковью Санта-Мария-дельи-Анджели-э-дей-Мартири с 28 июня 2017. Первый после Реформации католический епископ шведского происхождения и первый в истории шведский кардинал.

## Биография
Ларс Андерс Арборелиус родился в Швейцарии во время поездки его родителей. Подростком жил в Лунде и в 20 лет перешёл в католицизм. В 1971 году поступил в монастырь кармелитов, который находится около Ландскруны, став членом монашеского ордена кармелитов. Изучал богословие и философию в Брюгге и Риме. В 1979 году Ларс Андерс Арборелиус был рукоположён в священника.
17 ноября 1998 года Ларс Андерс Арборелиус был назначен епископом Стокгольма. 29 декабря 1998 года состоялось его рукоположение в епископа.
C 2005 года по 2015 год Ларс Андерс Арборелиус являлся председателем Конференции католических епископов Скандинавии.
21 мая 2017 года папа римский Франциск объявил, что 5 епископов будут возведены в достоинство кардиналов на консистории от 28 июня 2017 года, среди которых было названо имя и епископа Арборелиуса.